# Jiang Lingling
Jiang Lingling es una deportista china que compitió en taekwondo. Ganó una medalla de bronce en los Juegos Asiáticos de 2006 en la categoría de –67 kg.

## Palmarés internacional
| Juegos Asiáticos | Juegos Asiáticos | Juegos Asiáticos  | Juegos Asiáticos |
| Año              | Lugar            | Medalla           | Categoría        |
| ---------------- | ---------------- | ----------------- | ---------------- |
| 2006             | Doha (Catar)     | Medalla de bronce | –67 kg           |